# Виртуальный ассистент
Виртуа́льный ассисте́нт (англ. Virtual assistant) — программный агент, который может выполнять задачи (или сервисы) для пользователя на основе информации, введенной пользователем, данных о его местонахождении, а также информации, полученной из различных интернет-ресурсов (погода, уличное движение, новости, курсы валют и ценных бумаг, розничные цены в магазинах и т. д.). Примерами такого рода агентов являются программы Siri, Google Assistant (Google Now), Amazon Alexa, Microsoft Cortana, Bixby, Voice Mate, Алиса, Маруся, Салют и другие (от них нужно отличать голосовые роботы для телефонии, такие как Маша). Развитием концепции виртуального ассистента является идея персонального искусственного интеллекта.

## Описание
Представитель американской венчурной компании Kleiner Perkins Caufield & Byers Чи-Хуа Цзянь привёл в качестве примеров задач, которые могут выполняться «умными» (англ. smart) персональными агентами (подвидом интеллектуальных автоматизированных агентов, англ. Intelligent Automated Assistant) — управление личным расписанием (например, отправив в ресторан уведомление, что пользователь прибудет с опозданием из-за пробок на дорогах, можно изменить время, на которое заказан столик в ресторане), контроль за состоянием здоровья (например, мониторинг количества употреблённых калорий, частоты сердечных сокращений и выработка рекомендаций для здорового образа жизни).
Оба вида интеллектуальных персональных программных агентов — «автоматизированные» и «умные» — формируются на базе мобильных устройств и интерфейсов программирования приложений (API), и распространяются через мобильные приложения. При этом интеллектуальные автоматизированные агенты предназначены для выполнения конкретных, разовых задач, заданных голосовой инструкцией пользователя, и связанных с различными сферами: такими как образование или здравоохранение, в то время как «умные» программные агенты выполняют текущие задачи (например, управление расписанием) автономно.